# Altura (astronomia)

"Sistema horizontal" de coordenadas. Altura en vert

L'altura d'un cos celeste és la distància angular d'aquest cos fins a l'horitzó local de l'observador. És una de les coordenades horitzontals; l'altra coordenada és l'azimut.